# Northwest Division (NHL)
 For alternative betydninger, se Northwest Division. (Se også artikler, som begynder med Northwest Division)
Northwest Division var en division i den nordamerikanske ishockeyliga National Hockey League. Den var en af de tre divisioner, der udgjorde Western Conference i National Hockey League i perioden 1998-2013. Divisionen blev oprettet i 1993 i forbindelse med en omstrukturering af ligaen, hvor holdene blev inddelt i seks divisioner i stedet for fire divisioner. Den blev nedlagt igen i 2013 i forbindelse med en ny omstrukturering, hvor ligaen gik tilbage til en struktur med fire divisioner.
Northwest Division eksisterede i 15 sæsoner, men turneringen blev kun gennemført i 14 sæsoner, da sæsonen 2004-05 blev aflyst pga. lockout. I syv af sæsonerne blev divisionsmesterskbet vundet af Vancouver Canucks, mens Colorado Avalanche sikrede sig titlen fem gange. De to sidste sæsoner blev vundet af Calgary Flames hhv. Minnesota Wild, hvilket efterlod Edmonton Oilers uden mesterskaber i divisionens levetid.
Colorado Avalanche var det eneste hold fra divisionen, der vandt Stanley Cup, hvilket holdet præsterede i sæsonen 2000-01.

## Hold
Pacific Division bestod gennem historien af 4 eller 5 hold, og sammensætningen blev blot ændret en enkelt gang. Divisionen blev oprettet i 1993 og kom til at bestå af fire hold, der alle kom fra Pacific Division: Calgary Flames, Colorado Avalanche, Edmonton Oilers og Vancouver Canucks. I 2000 blev divisionen udvidet med Minnesota Wild, der var blevet optaget i National Hockey League som nyt hold. I 2013 blev divisionen opløst, og de tre canadiske hold, Calgary Flames, Edmonton Oilers og Vancouver Canucks blev flyttet tilbage i Pacific Division, mens de to amerikanske hold, Colorado Avalanche og Minnesota Wild blev overført til Central Division.
| 1998–2000                                                           | 2000–13                                                                            |
| ------------------------------------------------------------------- | ---------------------------------------------------------------------------------- |
| Calgary Flames Colorado Avalanche Edmonton Oilers Vancouver Canucks | Calgary Flames Colorado Avalanche Edmonton Oilers Minnesota Wild Vancouver Canucks |
| Northwest Division (NHL) (USA)                                      | Northwest Division (NHL) (USA)                                                     |

## Resultater

### Divisionsmesterskaber
| Antal mesterskaber | Hold               | Sæsoner                                                       |
| ------------------ | ------------------ | ------------------------------------------------------------- |
| 7                  | Vancouver Canucks  | 2003-04, 2006-07, 2008-09, 2009-10, 2010-11, 2011-12, 2012-13 |
| 5                  | Colorado Avalanche | 1998-99, 1999-2000, 2000-01, 2001-02, 2002-03                 |
| 1                  | Calgary Flames     | 2005-06                                                       |
| 1                  | Minnesota Wild     | 2007-08                                                       |
| -                  | Edmonton Oilers    |                                                               |

### Placeringer
| Hold               | 9899        | 9900        | 0001 | 0102 | 0203 | 0304 | 0405 | 0506 | 0607 | 0708 | 0809 | 0910 | 1011 | 1112 | 1213 |
| ------------------ | ----------- | ----------- | ---- | ---- | ---- | ---- | ---- | ---- | ---- | ---- | ---- | ---- | ---- | ---- | ---- |
| Calgary Flames     | 3           | 4           | 4    | 4    | 5    | 3    | -    | 1    | 3    | 3    | 2    | 3    | 2    | 2    | 4    |
| Colorado Avalanche | 1           | 1           | 1    | 1    | 1    | 2    | -    | 2    | 4    | 2    | 5    | 2    | 4    | 3    | 5    |
| Edmonton Oilers    | 2           | 2           | 2    | 3    | 4    | 4    | -    | 3    | 5    | 4    | 4    | 5    | 5    | 5    | 3    |
| Minnesota Wild     | Ikke etabl. | Ikke etabl. | 5    | 5    | 3    | 5    | -    | 5    | 2    | 1    | 3    | 4    | 3    | 4    | 2    |
| Vancouver Canucks  | 4           | 3           | 3    | 2    | 2    | 1    | -    | 4    | 1    | 5    | 1    | 1    | 1    | 1    | 1    |

### Sæsoner
| Sæson | Vinder Point                            | 2.-plads Point                          | 3.-plads Point                          | 4.-plads Point                          | 5.-plads Point                          |
| 1998-99                                                                                                   | Colorado 98                             | Edmonton 78                             | Calgary 72                              | Vancouver 58                            |                                         |
| 1999-2000                                                                                                 | Colorado 96                             | Edmonton 88                             | Vancouver 83                            | Calgary 77                              |                                         |
| 2000-01                                                                                                   | Colorado † 118                          | Edmonton 93                             | Vancouver 90                            | Calgary 73                              | Minnesota 68                            |
| 2001-02                                                                                                   | Colorado 99                             | Vancouver 94                            | Edmonton 92                             | Calgary 79                              | Minnesota 73                            |
| 2002-03                                                                                                   | Colorado 105                            | Vancouver 104                           | Minnesota 95                            | Edmonton 92                             | Calgary 75                              |
| 2003-04                                                                                                   | Vancouver 101                           | Colorado 100                            | Calgary 94                              | Edmonton 89                             | Minnesota 83                            |
| 2004-05                                                                                                   | Sæsonen blev ikke spillet pga. lockout. | Sæsonen blev ikke spillet pga. lockout. | Sæsonen blev ikke spillet pga. lockout. | Sæsonen blev ikke spillet pga. lockout. | Sæsonen blev ikke spillet pga. lockout. |
| 2005-06                                                                                                   | Calgary 103                             | Colorado 95                             | Edmonton 95                             | Vancouver 92                            | Minnesota 84                            |
| 2006-07                                                                                                   | Vancouver 105                           | Minnesota 104                           | Calgary 96                              | Colorado 95                             | Edmonton 71                             |
| 2007-08                                                                                                   | Minnesota 98                            | Colorado 95                             | Calgary 94                              | Edmonton 88                             | Vancouver 88                            |
| 2008-09                                                                                                   | Vancouver 100                           | Calgary 98                              | Minnesota 89                            | Edmonton 85                             | Colorado 69                             |
| 2009-10                                                                                                   | Vancouver 103                           | Colorado 95                             | Calgary 90                              | Minnesota 84                            | Edmonton 62                             |
| 2010-11                                                                                                   | Vancouver 117                           | Calgary 94                              | Minnesota 86                            | Colorado 68                             | Edmonton 62                             |
| 2011-12                                                                                                   | Vancouver 111                           | Calgary 90                              | Colorado 88                             | Minnesota 81                            | Edmonton 74                             |
| 2012-13                                                                                                   | Vancouver 59                            | Minnesota 55                            | Edmonton 45                             | Calgary 42                              | Colorado 39                             |
| - Kvalificeret til slutspillet om Stanley Cup. - Vinder af Presidents' Trophy. - † Vinder af Stanley Cup. |                                         |                                         |                                         |                                         |                                         |